# José Manuel Urtain
José Manuel Ibar Azpiazu, meglio conosciuto come José Manuel Urtain (Aizarnazabal, 14 maggio 1943 – Madrid, 21 luglio 1992), è stato un pugile spagnolo, di etnia basca.
Soprannominato La tigre di Cestona, è stato Campione europeo dei pesi massimi tra il 1970 e il 1972.

## Biografia
José Manuel Ibar Azpiazu è nato nel paesino basco di Aizarnazábal e ha trascorso tutta la sua infanzia nel villaggio di Urtain, da cui deriva il suo pseudonimo. Da bambino studiò come seminarista presso la scuola gesuita di Tudela, da cui è fuggito quando aveva undici anni per tornare al villaggio. Più tardi, lavorò come fabbro e come muratore.

### Carriera negli sport tradizionali baschi
All'età di 18 anni Urtain visse a Cestona, dove iniziò a praticare gli sport tradizionali baschi. Lo stesso padre eccelleva nel sollevamento di pietre e suo fratello Cándido era un giocatore professionista di pelota.
Dopo aver esordito come aizkolari (tagliatore di tronchi d'albero), si mise in luce nell' harri-jasotzea (sollevamento della pietra) e nell' idi proba (pietra trascinata dai buoi). Riusciva a sollevare blocchi da 250 chili e batté il record di sollevamento della pietra da 100 chili per ben 192 volte. Le sue imprese gli conferirono un'enorme popolarità in quell'ambiente e, da quel momento in poi, fu soprannominato la Tigre di Cestona.
Urtain lasciò la regione basca per prestare servizio militare a Ceuta, dove la sua forza fisica non passò inosservata. Quando tornò a casa, in una sua esibizione come harrijasotzaile (sollevatore) fu notato dall'uomo d'affari José Lizarazu, proprietario dell'Hotel Orly di San Sebastián, che volle lanciarlo come pugile.

### Carriera pugilistica
Urtain fece il suo debutto il 24 luglio 1968 sul campo da calcio di Villafranca mettendo KO Johny Rodri di Santander. Il match durò solo 17 secondi. Di lì ebbe inizio una serie di 27 vittorie consecutive per KO.
Il 3 aprile 1970, al Palacio de los Deportes di Madrid, Urtain sconfisse il tedesco Peter Weiland per KO al settimo round e fu incoronato campione europeo dei pesi massimi. Il 22 giugno 1970 difese vittoriosamente il titolo a Barcellona battendo ai punti il tedesco Jürgen Blin.
Tuttavia, il 1º agosto 1970, a San Sebastián, subì la prima sconfitta dall'italiano Alfredo Vogrig, per squalifica alla terza ripresa, in un match non valido per il titolo. 
Il 10 novembre dello stesso anno, alla Wembley Arena di Londra, Urtain perse il titolo europeo per Kot al nono round dai pugni di Henry Cooper, un combattente esperto e veterano che aveva precedentemente affrontato e atterrato Muhammad Ali. Infilò poi una serie di quattro vittorie (tra le quali quella per KO al terzo round contro l'ex campione europeo dei mediomassimi Ivan Prebeg) e un pari  ma subì una sconfitta dall'argentino Gregorio Peralta per Kot all'ottavo round.
Urtain riguadagnò il titolo europeo il 17 dicembre 1971, battendo a Madrid per Kot al secondo round, l'inglese Jack Bodell, che nel frattempo si era impossessato della cintura battendo Joe Bugner. Lo perse definitivamente nel 1972, sempre a Madrid, contro il tedesco Jürgen Blin, ai punti.
Successivamente, a Madrid, batté ai punti l'ex Campione del mondo dei mediomassimi, il venezuelano Vicente Rondón e mise KO al quarto round il futuro Campione d'Europa dei massimi Richard Dunn. Perse ai punti, sempre a Madrid, con Bepi Ros e per Kot con il connazionale Alfredo Evangelista. Si rifece parzialmente battendo Dante Cané a Bilbao, ai punti.
Il suo terzo tentativo di riconquistare il titolo, il 12 marzo 1977 ad Anversa, contro il campione belga Jean Pierre Coopman si concluse con un abbandono. Fu il suo ultimo combattimento.
Durante la sua carriera di pugilato (1968-1977), ha combattuto 68 match, con 53 vittorie, 41 delle quali per KO, 11 sconfitte e 4 pari.
Anche se molti detrattori lo accusavano di essere un bluff, Urtain godette di grande fama e popolarità al suo tempo, paragonabile soltanto a quella di un altro pugile basco di cinquant'anni prima, Paulino Uzcudun, avversario di Primo Carnera.

### La tragica fine
Dopo il ritiro, Urtain ha prima lavorato gestendo le pubbliche relazioni per il ristorante di suo fratello Eusebio e poi ha aperto in proprio un ristorante e una caffetteria, oltre ad altre svariate attività commerciali.
Rifiutò di mantenere legami con il mondo della boxe, di cui non aveva bei ricordi. Proseguì, tuttavia, a salire sul ring come atleta di wrestling, con il soprannome di "El tigre de Cestona".
Sebbene la sua situazione non fosse nota, all'inizio degli anni '90 finì per perdere tutte le sue attività. Molestato dai creditori, si suicidò il 21 luglio 1992, quattro giorni prima dell'inizio delle Olimpiadi di Barcellona, gettandosi dal balcone della sua casa al decimo piano in Calle Fermín Caballero a Madrid.

### Riferimenti nella cultura di massa
- Urtain ha recitato in una famosa serie di spot pubblicitari per il marchio di un noto brandy.
- Per molti anni, in Spagna, il piatto combinato composto da bistecca, uova fritte e patatine è stata popolarmente chiamata Urtain, a causa della passione del pugile per le proteine. Nel romanzo Ardor guerrero, di Antonio Muñoz Molina, si fa allusione a questo soprannome e a questo piatto, che fu servito in alcuni bar di Vitoria ai soldati che prestavano servizio militare in quella città.
- Nel 2004, lo scrittore Juan Bas pubblicò The Countdown, liberamente basato sulla biografia di Urtain.
- Nel 2008, la compagnia teatrale Animalario ha presentato per la prima volta nel National Dramatic Center lo spettacolo Urtain, di Juan Cavestany, basato sulla vita del pugile.
- Nel 2008, il gruppo rock valenciano Doctor Divago ha incluso la canzone "El viejo campeón" nell'album Las canciones del ano del prossimo anno, ispirata alla storia di Urtain.
- Nel 2011, la commedia adattata per la televisione, con Roberto Álamo della compagnia Animalario  è stata intitolata Urtain[12].